# The New Folk Sound of Terry Callier
| Recensione | Giudizio |
| ---------- | -------- |
| AllMusic   |          |

The New Folk Sound of Terry Callier è il primo album solista del chitarrista folk e soul statunitense Terry Callier, pubblicato dalla casa discografica Prestige Records nel febbraio del 1966.

## Tracce

### LP
Lato A
Testi e musiche di Tradizionale.
1. 900 Miles – 5:05
2. Oh Dear, What Can the Matter Be – 2:50
3. Johnny Be Gay If You Can Be – 4:20
4. Cotton Eyed Joe – 5:25

Lato B
Testi e musiche di Tradizionale, eccetto dove indicato.
1. It's About Time – 3:25 (Rent Foreman, Lydia Wood)
2. Promenade in Green – 4:00
3. Spin Spin Spin – 3:05 (Rent Foreman)
4. I'm a Drifter – 8:50 (Travis Edminston)

## Musicisti
- Terry Callier – voce, chitarra acustica
- Terbour Attenborough – contrabbasso
- John Tweedle – contrabbasso

Note aggiuntive
- Samuel Charters – produttore, supervisione
- Rent Foreman – note retrocopertina album originale[4]